# Kobus leche robertsi
Sous-espèce
Synonymes
- Cobus robertsi Rothschild, 1907[1]

Statut de conservation UICN

 EX  : Éteint
 Kobus leche robertsi 
Statut CITES
Kobus leche robertsi, communément appelé le Lechwe de Roberts, est une sous-espèce, originaire de Zambie et éteinte depuis 1994, du Cobe de Lechwe (Kobus leche).

## Systématique
Cette sous-espèce a été décrite initialement en 1907 par Lionel Walter Rothschild comme une espèce à part entière sous le taxon Cobus robertsi.

## Étymologie
Son nom spécifique, robertsi, lui a été donné en l'honneur de monsieur Roberts qui a collecté le spécimen analysé dans le Nord de la Rhodésie (ce qui correspondrait à l'actuel Zambie).

## Publication originale
- (en) Walter Rothschild, « Descriptions of a new Species and two new Subspecies of Antelopes and a new Sheep », Proceedings of the Zoological Society of London, Londres, ZSL, vol. 77, no 2,‎ 1907, p. 237–238 (ISSN 0370-2774, OCLC 1779524, BNF 32843178, DOI 10.1111/J.1096-3642.1907.TB01812.X, lire en ligne).